# Renaud Donnedieu de Vabres
Renaud Donnedieu de Vabres (sinh ngày 13 tháng 3 năm 1954 tại Neuilly-sur-Seine), thường được gọi là RDDV, là một chính trị gia người Pháp, Bộ trưởng Bộ Văn hóa Pháp từ năm 2004 đến năm 2007, ông là thành viên của đảng trung tâm UMP, và là cháu trai của Henri Donnedieu de Vabres.

## Tiểu sử
Renaud Donnedieu de Vabres có bằng kinh tế và bằng tốt nghiệp của Viện Nghiên cứu Chính trị Paris, điểm khởi đầu truyền thống để theo học tại École nationale d'administration (ENA), một trường dành cho công chức cấp cao, mà ông đã nhập học  1978.
Sau khi tốt nghiệp năm 1980 từ ENA, ông bắt đầu sự nghiệp của mình trong chính quyền tiền viện với tư cách là một trưởng phòng, trưởng phòng của quận Indre-et-Loire, sau đó là tổng thư ký cho cảnh sát ở khu vực Trung tâm (1980–1981), tổng thư ký của quận Alpes-de-Haute-Provence (1981–1982), tiểu ban của quận Château-Thierry (1982–1985).